# Tadeusz Aleksander
Tadeusz Aleksander (ur. 10 października 1938 we Frycowej koło Nowego Sącza) – polski pedagog, profesor Uniwersytetu Jagiellońskiego. Absolwent pedagogiki na Wydziale Filozoficzno-Historycznym Uniwersytetu Jagiellońskiego.  

## Życiorys
Kierował Zakładem Pedagogiki Dorosłych UJ gdzie rozpoczął pracę w 1964 zdobywając kolejne stopnie naukowe: w 1968 – doktora, w 1975 – doktora habilitowanego. W 1977 roku został powołany na stanowisko docenta UJ. Współpracuje także z Wyższą Szkołą Biznesu i Przedsiębiorczości w Ostrowcu Świętokrzyskim. Autor i współautor ponad 300 publikacji naukowych oraz podręczników z zakresu pedagogiki dorosłych, pedagogiki społecznej i podstaw edukacji. Pedagogika społeczna (1993; 1995 wyd. 2), Pedagogika społeczna. oraz teorii oświaty dorosłych: Wprowadzenie do pedagogiki dorosłych (1992), Wprowadzenie do andragogiki (1996).  Wprowadzenie do pedagogiki dorosłych (1992), Wprowadzenie do andragogiki (1996). Opracował również dwa, jakże znaczące dla środowiska andragogicznego, podręczniki z zakresu teorii edukacji dorosłych. Są to: Andragogika: podręcznik dla studentów szkół wyższych (2002) oraz Andragogika: podręcznik akademicki (2009; 2013 wyd. 2 uzupełnione). 
W latach osiemdziesiątych XX wieku współtworzył w Krakowie sekcję Polskiego Towarzystwa Pedagogicznego, a następnie przez dwie kadencje pełnił funkcję jej przewodniczącego. Był również przewodniczącym komitetu Zespołu Konsultantów Towarzystwa Wiedzy Powszechnej w województwie małopolskim, a także członkiem zarządu Stowarzyszenia Oświatowców Polskich. Współzałożyciel i wiceprezes Akademickiego Towarzystwa Andragogicznego. W latach 1993–2008 – pełnił funkcję wiceprezesa Akademickiego Towarzystwa Andragogicznego. Członek zespołu redakcyjnego "Rocznika Sądeckiego". Napisał m.in. Życie społeczne i przemiany kulturalne Nowego Sącza w latach 1870-1990. Ludność i dwory Poręby Małej w latach 1850–1950 (2009), Dzieje Szkoły Podstawowej nr 17 im. Kurierów Sądeckich w Nowym Sączu-Porębie Małej (1902–2006) (2006), Z przeszłości sądeckiej rodziny Aleksandrów (2017).  W latach 1998–2011 był członkiem Komitetu Nauk Pedagogicznych Polskiej Akademii Nauk i zarazem, w latach 2003–2011, przewodniczącym Zespołu Pedagogiki Dorosłych.